# Équinoxe de mars

L'illumination de la Terre par le Soleil le jour de l'équinoxe.

L'équinoxe de mars est l'équinoxe de la planète Terre lorsque le point subsolaire paraît sortir de l'hémisphère sud et traverser l'équateur céleste, vers le nord vu de la Terre. Dans l'hémisphère nord, l'équinoxe de mars est connu comme l'équinoxe de printemps, et dans l'hémisphère sud comme l'équinoxe d'automne.
Sur le calendrier grégorien, l'équinoxe de mars peut se produire dès le 19 mars ou au plus tard le 21 mars. Pour une année commune, l'erreur calendaire est d'environ 5 heures et 49 minutes plus tard que l'année précédente, et pour une année bissextile d'environ 18 heures 11 minutes plus tôt que l'année précédente. L'équilibrage entre les augmentations des années communes et les pertes des années bissextiles empêche la date calendaire de l'équinoxe de mars de se décaler de plus d'une journée autour du 20 mars de chaque année.
L'équinoxe de mars marque le début du printemps et la fin de l'hiver dans l'hémisphère Nord, mais aussi le début de l'automne et la fin de l'été dans l'hémisphère Sud.
En astronomie, l'équinoxe de mars est le point zéro de l'heure sidérale. Il sert également de référence pour les calendriers et les célébrations dans de nombreuses cultures humaines et religions.

## L'équinoxe de mars pendant les années solaires
| Année | Équinoxe de mars | Équinoxe de mars | Solstice de juin | Solstice de juin | Équinoxe de sept. | Équinoxe de sept. | Solstice de déc. | Solstice de déc. |
| Année | jour             | heure            | jour             | heure            | jour              | heure             | jour             | heure            |
| ----- | ---------------- | ---------------- | ---------------- | ---------------- | ----------------- | ----------------- | ---------------- | ---------------- |
| 2001  | 20               | 13:30:44         | 21               | 07:37:45         | 22                | 23:04:30          | 21               | 19:21:31         |
| 2002  | 20               | 19:16:10         | 21               | 13:24:26         | 23                | 04:55:25          | 22               | 01:14:23         |
| 2003  | 21               | 00:59:47         | 21               | 19:10:29         | 23                | 10:46:50          | 22               | 07:03:50         |
| 2004  | 20               | 06:48:39         | 21               | 00:56:54         | 22                | 16:29:51          | 21               | 12:41:38         |
| 2005  | 20               | 12:33:26         | 21               | 06:46:09         | 22                | 22:23:11          | 21               | 18:34:58         |
| 2006  | 20               | 18:25:35         | 21               | 12:25:52         | 23                | 04:03:23          | 22               | 00:22:07         |
| 2007  | 21               | 00:07:26         | 21               | 18:06:27         | 23                | 09:51:15          | 22               | 06:07:50         |
| 2008  | 20               | 05:48:19         | 20               | 23:59:23         | 22                | 15:44:30          | 21               | 12:03:47         |
| 2009  | 20               | 11:43:39         | 21               | 05:45:32         | 22                | 21:18:36          | 21               | 17:46:48         |
| 2010  | 20               | 17:32:13         | 21               | 11:28:25         | 23                | 03:09:02          | 21               | 23:38:28         |
| 2011  | 20               | 23:20:44         | 21               | 17:16:30         | 23                | 09:04:38          | 22               | 05:30:03         |
| 2012  | 20               | 05:14:25         | 20               | 23:08:49         | 22                | 14:48:59          | 21               | 11:11:37         |
| 2013  | 20               | 11:01:55         | 21               | 05:03:57         | 22                | 20:44:08          | 21               | 17:11:00         |
| 2014  | 20               | 16:57:05         | 21               | 10:51:14         | 23                | 02:29:05          | 21               | 23:03:01         |
| 2015  | 20               | 22:45:09         | 21               | 16:37:55         | 23                | 08:20:33          | 22               | 04:47:57         |
| 2016  | 20               | 04:30:11         | 20               | 22:34:11         | 22                | 14:21:07          | 21               | 10:44:10         |
| 2017  | 20               | 10:28:38         | 21               | 04:24:09         | 22                | 20:01:48          | 21               | 16:27:57         |
| 2018  | 20               | 16:15:27         | 21               | 10:07:18         | 23                | 01:54:05          | 21               | 22:22:44         |
| 2019  | 20               | 21:58:25         | 21               | 15:54:14         | 23                | 07:50:10          | 22               | 04:19:25         |
| 2020  | 20               | 03:49:36         | 20               | 21:43:40         | 22                | 13:30:38          | 21               | 10:02:19         |
| 2021  | 20               | 09:37:27         | 21               | 03:32:08         | 22                | 19:21:03          | 21               | 15:59:16         |
| 2022  | 20               | 15:33:23         | 21               | 09:13:49         | 23                | 01:03:40          | 21               | 21:48:10         |
| 2023  | 20               | 21:24:24         | 21               | 14:57:47         | 23                | 06:49:56          | 22               | 03:27:19         |
| 2024  | 20               | 03:06:21         | 20               | 20:50:56         | 22                | 12:43:36          | 21               | 09:20:30         |
| 2025  | 20               | 09:01:25         | 21               | 02:42:11         | 22                | 18:19:16          | 21               | 15:03:01         |
| 2026  | 20               | 14:45:57         | 21               | 08:24:30         | 23                | 00:05:13          | 21               | 20:50:14         |
| 2027  | 20               | 20:24:41         | 21               | 14:10:50         | 23                | 06:01:43          | 22               | 02:42:10         |
| 2028  | 20               | 02:17:08         | 20               | 20:02:00         | 22                | 11:45:18          | 21               | 08:19:40         |
| 2029  | 20               | 08:01:59         | 21               | 01:48:18         | 22                | 17:38:30          | 21               | 14:14:06         |
| 2030  | 20               | 13:52:06         | 21               | 07:31:19         | 22                | 23:26:53          | 21               | 20:09:38         |

L'équinoxe de mars est un point dans le temps couramment utilisée pour déterminer la longueur de l'année tropique. L'année tropique moyenne est la moyenne de toutes les années tropiques mesurée à partir de chaque point le long de l'orbite de la Terre. Quand les mesures de l'année tropique effectuées sur plusieurs années successives sont comparées, de nombreuses légères variations sont dues à une variété de phénomènes, notamment la nutation et les perturbations planétaires du Soleil. Le tableau suivant montre les petites variations dans le calendrier sur une longue période de temps ; la moyenne de l'année tropique est d'une durée de 365 jours, 5 heures, 48 minutes, 45 secondes.
| Année     | Variation    |
| --------- | ------------ |
| 1985-1986 | - 14 s       |
| 1986-1987 | - 30 s       |
| 1987-1988 | + 2 min 7 s  |
| 1988-1989 | - 57 s       |
| 1989-1990 | - 2 min 21 s |

## Constellation
Le point où le Soleil traverse l'équateur céleste vers le nord est appelé le point vernal. Toutefois, en raison de la précession des équinoxes, ce point n'est plus dans la constellation du Bélier, mais plutôt dans celle des Poissons. En l'an 2600, il sera dans la constellation du Verseau. L'axe de la Terre implique que le Premier Point du Bélier voyage vers l'ouest à travers le ciel à un rythme de près d'un degré tous les 72 ans. Basé sur les limites des constellations modernes, l'équinoxe de mars est passé de la constellation du Taureau à la constellation du Bélier en l'an -1865, est passé dans la constellation des Poissons dans l'année -67, va passer dans le Verseau dans l'année 2597, et passera ensuite dans le Capricorne dans l'année 4312. Elle est passée par (mais pas dans) un "coin"[pas clair] de la Baleine à 0°10' de distance dans l'année 1489.

## Mouvement apparent du Soleil
Dans son mouvement apparent au jour de l'équinoxe, le disque solaire se lève en traversant l'horizon de la Terre directement à l'est à l'aube et se couche environ 12 heures plus tard, directement à l'ouest au crépuscule. L'équinoxe de mars, comme tous les équinoxes, est caractérisé par une répartition jour/nuit en quantité presque équivalente dans la plupart des latitudes sur la Terre.
En raison de la réfraction des rayons lumineux dans l'atmosphère de la Terre, le Soleil sera visible au-dessus de l'horizon. En outre, vu de la Terre, le Soleil est un disque brillant dans le ciel et pas seulement un point de lumière, donc le lever et le coucher du soleil peuvent intervenir quelques minutes avant que le centre géométrique du Soleil traverse l'horizon, et s'étend aussi longtemps après. Ces conditions produisent des écarts de durées réelles de la lumière à divers endroits de la Terre lors de l'équinoxe. 

C'est aux latitudes les plus extrêmes que ces effets sont les plus impressionnants. Le Soleil peut être vu se déplaçant continuellement latéralement au cours du coucher du soleil, définissant ainsi la transition du jour à la nuit. Au pôle Nord ou au pôle Sud, le Soleil semble se déplacer régulièrement autour de l'horizon.

## Dans la culture humaine

### Calendriers
Le calendrier mésopotamien a commencé avec la première pleine lune après l'équinoxe de printemps, le jour après que la déesse Sumérienne Inanna soit revenue des enfers (plus tard connu comme Ishtar), par la fête de l'Akitu, avec des défilés à travers la porte d'Ishtar du temple d'Eanna, et par le rituel de la reconstitution du mariage de Tammuz.
Le calendrier persan commence chaque année, lors de l'équinoxe de mars, la date étant fixée à la suite de l'observation effectuée à Téhéran.
Le calendrier national indien commence le jour suivant l'équinoxe de printemps le 22 mars (21 mars dans les années bissextiles) avec un mois de 30 jours (31 jours dans les années bissextiles), puis 5 mois de 31 jours, suivis de 6 mois de 30 jours.

#### Calendrier julien
La réforme institutionnalisant le calendrier julien base la durée de l'année à 365 jours et 6 heures (365,25 j), alors que la moyenne de l'année tropique est d'environ 11 minutes et 15 secondes de moins.

### Commémorations
Tradition abrahamique

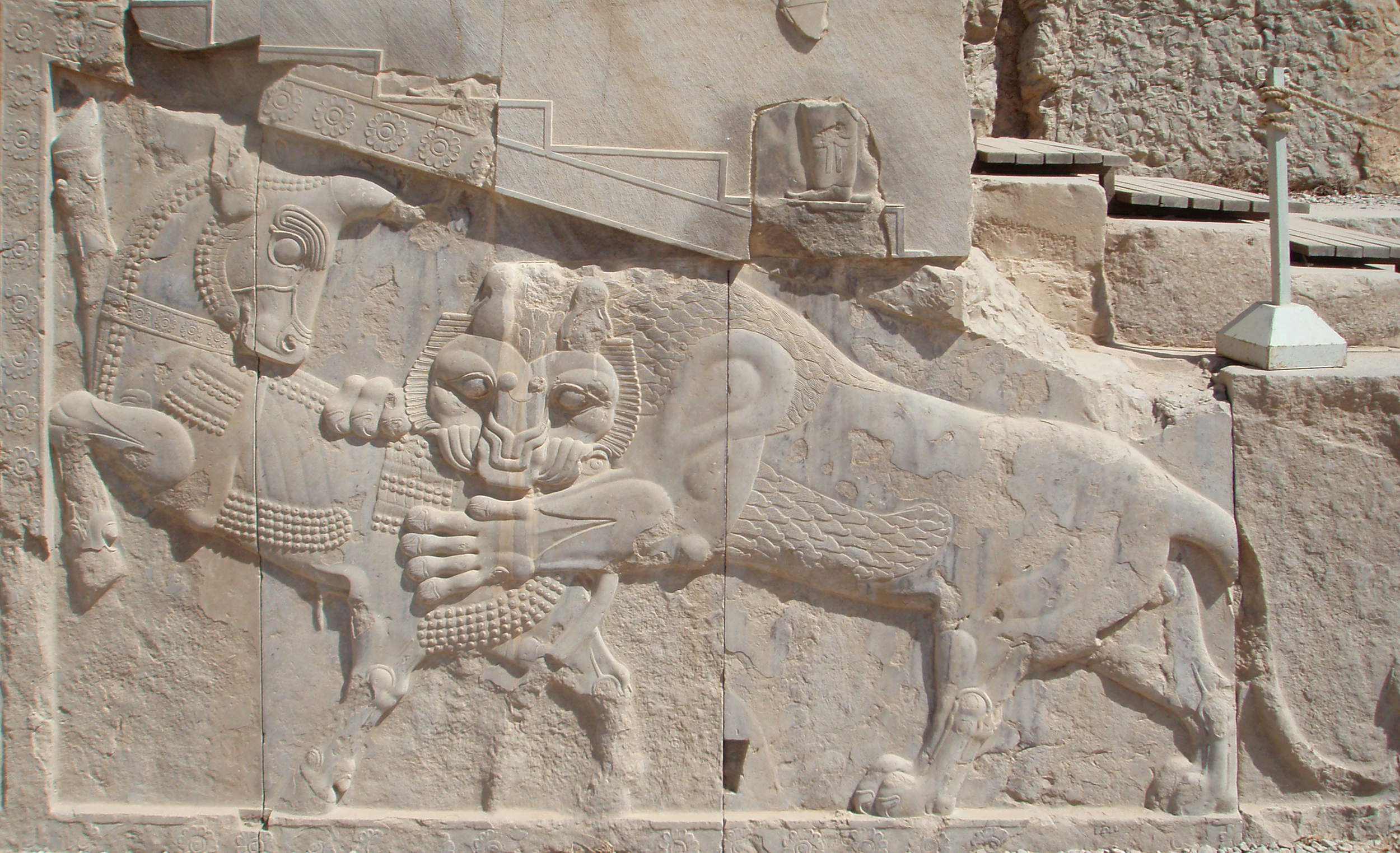
Bas-relief de Persépolis — un symbole de l'Iran et le persan Norouz — le jour de l'équinoxe, les puissances d'un taureau de combat (personnifiant la Terre) et celle d'un lion (personnifiant le Soleil) sont égales.

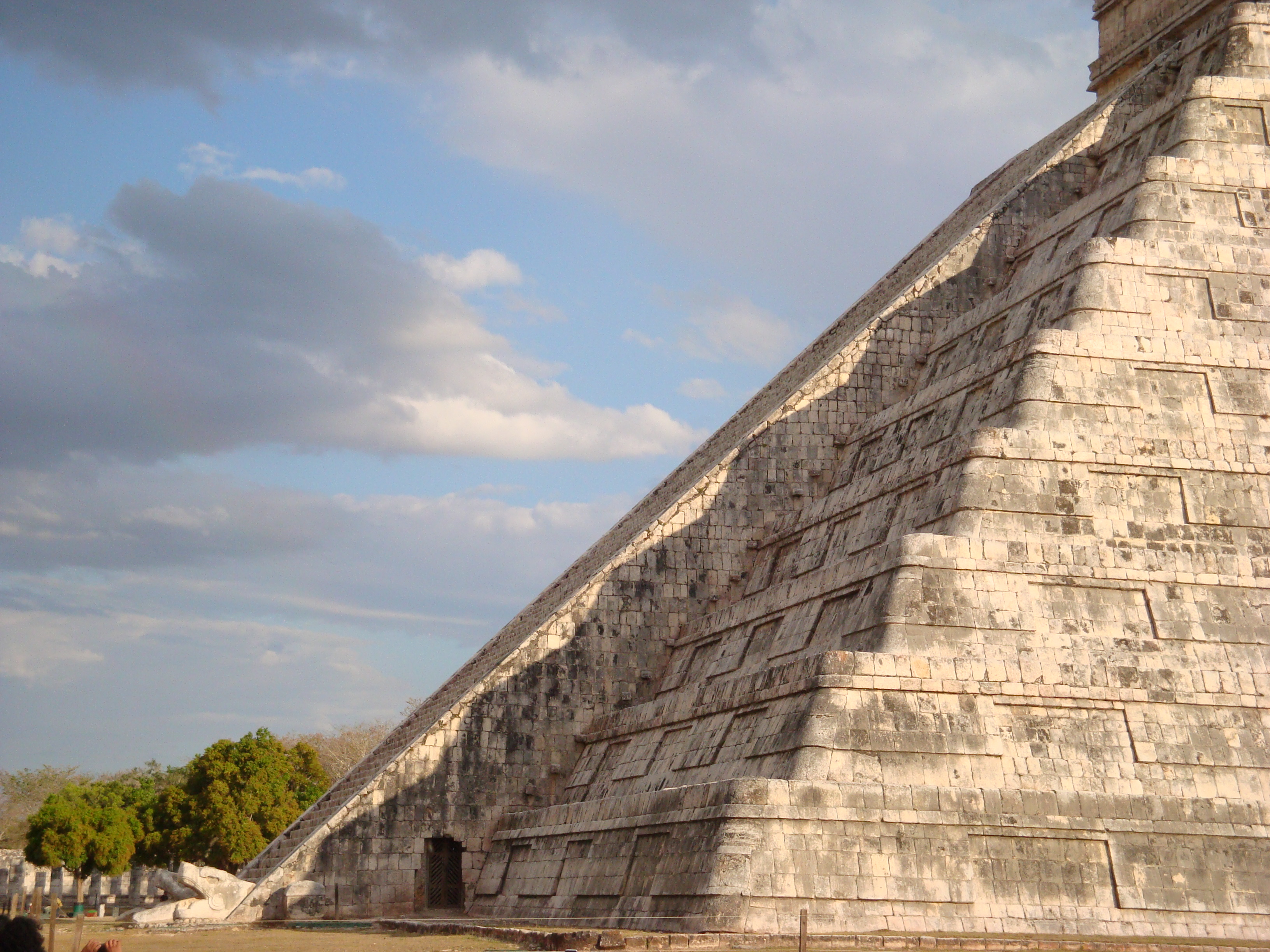
La Pyramide de Chichen Itza lors de l'équinoxe de printemps — Kukulkan, la célèbre descente du serpent.

La fête juive de la Pâque tombe généralement sur la première pleine lune après l'équinoxe de printemps de l'hémisphère Nord, bien que parfois (actuellement trois fois tous les 19 ans), elle tombe pendant la deuxième pleine lune.
Les Églises chrétiennes calculent Pâques comme le premier dimanche après la première pleine lune après l'équinoxe de mars. La date officielle de l'église pour l'équinoxe est le 21 mars. Les Églises orthodoxe orientales utilisent l'ancien calendrier julien, alors que les églises occidentales utilisent le calendrier grégorien. Actuellement, les pleines lunes occidentales tombent quatre, cinq ou 34 jours avant les pleines lunes orientales. De fait, les deux Pâques tombent généralement des jours différents, mais elles peuvent aussi coïncider. Ainsi, Pâques tombe au plus tôt le 22 mars et peut tomber aussi tard que le 8 mai dans le rite oriental, exprimé dans le calendrier grégorien.
Proche et Moyen-Orient
L'équinoxe de mars marque le premier jour de différents calendriers dont le calendrier iranien. L'ancien festival iranien du Nouvel an de Nowruz peut être célébrée le 20 mars ou le 21 mars. Selon l'ancienne mythologie perse de Jamshid, le mythologique roi de Perse monta sur le trône en ce jour, et chaque année cette date est commémorée par des festivités pendant deux semaines. Celles-ci rappellent l'histoire de la création de l'ancienne cosmologie de l'Iran et des Perses. C'est aussi une fête célébrée en Azerbaïdjan, en Afghanistan, au Pakistan, en Turquie, au Zanzibar, en Albanie, et dans plusieurs pays d'Asie Centrale, ainsi que chez les Kurdes. Tout comme la fête de Zoroastrien, c'est aussi un jour saint pour les adeptes de la foi Bahá'íe et pour les Musulmans ismaéliens. Dans la foi Bahá'íe, Naw-Rúz est calculée à l'aide des tables astronomiques — la nouvelle année démarre toujours au coucher du soleil précédant l'équinoxe de printemps — calculé pour Téhéran.
Dans de nombreux pays Arabes, la fête des mères est célébrée le jour de l'équinoxe de printemps.
Afrique du Nord
Sham el-Nessim (en) était une antique fête égyptienne qui peut être retracée aussi loin qu'en 2700 avant J.-C. C'est toujours un jour férié en Égypte. Au cours de la période chrétienne de l'Égypte (200-639), la date a changé pour le lundi de Pâques, mais maintenant la date coïncide avec l'équinoxe de printemps.
Asie du Sud-Est
Selon le calendrier sidéral solaire, des célébrations dont l'origine coïncide avec l'équinoxe de printemps ont lieu actuellement dans le Sud de l'Asie et dans certaines parties de l'Asie du Sud-Est, le jour où le Soleil entre dans la constellation du Bélier, en général autour du 14 avril.
Asie de l'Est
Les calendriers traditionnels est-asiatiques divisent les années en 24 termes solaires (节气, littéralement " segments climatiques "), et l'équinoxe de printemps (Chūnfēn, ) marque le milieu du printemps. Dans ce contexte, le caractère chinois 分 signifie "division" (à l'intérieur d'une saison).
Au Japon, l'équinoxe de mars (春分の日 Shunbun no hi) est officiellement une fête nationale, et est consacrée par les familles aux visites des tombes des anciens ainsi qu'aux réunions de famille.
Europe
Dans le paganisme Nordique, un Dísablót (en) est célébré à l'équinoxe de printemps.
Amériques
L'équinoxe de printemps à Téotihuacán (en) est fêté.
Culture moderne
La Journée Mondiale des Histoires pour Enfants est une célébration mondiale de l'art de la narration orale, célébrée chaque année lors de l'équinoxe, tout comme la Journée mondiale du Citoyen (en) et la journée internationale de l'Astrologie.
À Annapolis, dans le Maryland, aux États-Unis, les employés du Yacht Club et les propriétaires de voilier célèbrent l'équinoxe de printemps avec le festival des chaussettes brûlées. Traditionnellement, la communauté nautique porte des chaussettes seulement pendant l'hiver. Elles sont donc brûlées à l'approche d'un temps plus chaud, dans le but d'apporter plus de clients et de travail à la région. Officiellement, personne ne porte des chaussettes jusqu'au prochain équinoxe,.
Les Néopaïens célèbrent l'équinoxe de mars comme un point cardinal sur la Roue de l'Année.
Le 20 mars 2014, l'équinoxe de mars a été commémoré par une animation de Google Doodle.